# Valdiléia Martins
Valdiléia Martins (* 19. September 1989 in Querência do Norte) ist eine brasilianische Leichtathletin, die sich auf den Hochsprung spezialisiert hat. Sie siegte bisher zweimal bei Südamerikaspielen und einmal bei Südamerikameisterschaften.

## Sportliche Laufbahn
Erste internationale Erfahrungen sammelte Valdiléia Martins im Jahr 2007, als sie bei den Juniorensüdamerikameisterschaften in São Paulo mit übersprungenen 1,70 m die Silbermedaille gewann. Anschließend belegte sie bei den Panamerikanischen Juniorenmeisterschaften ebendort mit 1,65 m den achten Platz. 2010 siegte sie bei den U23-Südamerikameisterschaften, die im Zuge der Südamerikaspiele in Medellín ausgetragen wurden mit einer Höhe von 1,83 m. Daraufhin erreichte sie bei den Ibero-Amerikanischen Meisterschaften in San Fernando mit 1,80 m den fünften Platz. Im Jahr darauf nahm sie erstmals an den Panamerikanischen Spielen in Guadalajara teil und wurde dort mit 1,84 m Vierte.
2016 siegte sie bei den Ibero-Amerikanischen Meisterschaften in Rio de Janeiro mit übersprungenen 1,84 m, wurde aber Zweite hinter der US-Amerikanerin Chaunté Lowe, die als Gast teilnahm. 2018 gewann sie dann bei den Südamerikaspielen in Cochabamba mit einer Höhe von 1,83 m die Silbermedaille hinter María Fernanda Murillo aus Kolumbien. Auch bei den Südamerikameisterschaften im Jahr darauf in Lima musste sie sich mit 1,80 m der Kolumbianerin geschlagen geben und belegte anschließend bei den Panamerikanischen Spielen ebendort mit 1,84 m den fünften Platz. 2020 siegte sie bei den erstmals ausgetragenen Hallensüdamerikameisterschaften in Cochabamba mit einer Höhe von 1,82 m und im Jahr darauf musste sie sich bei den Südamerikameisterschaften in Guayaquil mit 1,86 m nur der Kolumbianerin Jennifer Rodríguez geschlagen geben. 2022 gewann sie bei den Ibero-Amerikanischen Meisterschaften in La Nucia mit 1,84 m die Silbermedaille hinter der Dominikanerin Marysabel Senyu, ehe sie im Oktober bei den Südamerikaspielen in Asunción mit einer Höhe von 1,87 m siegte. 2023 siegte sie mit 1,84 m bei den Südamerikameisterschaften in São Paulo und schied anschließend bei den Weltmeisterschaften in Budapest mit 1,85 m in der Qualifikationsrunde aus. Im November gelangte sie bei den Panamerikanischen Spielen in Santiago de Chile mit 1,78 m auf den fünften Platz. Im Jahr darauf siegte sie bei den Hallensüdamerikameisterschaften in Cochabamba mit neuem Meisterschaftsrekord von 1,85 m. Im Mai siegte sie mit einer Höhe von 1,88 m bei den Ibero-Amerikanischen Meisterschaften in Cuiabá. Im August erreichte sie bei den Olympischen Sommerspielen in Paris das Finale, blieb dort aber ohne eine Höhe. In der Vorrunde egalisierte sie mit 1,92 m den brasilianischen Landesrekord von Orlane dos Santos. 2025 gewann sie bei den Hallensüdamerikameisterschaften in Cochabamba mit 1,70 m die Bronzemedaille hinter ihrer Landsfrau Arielly Monteiro und Lorena Aires aus Uruguay. Ende April gewann sie dann bei den Südamerikameisterschaften in Mar del Plata mit 1,75 m die Bronzemdedaille hinter der Kolumianerin Hellen Tenorio und ihrer Landsfrau Monteiro.
In den Jahren 2009 und 2016 sowie 2019 und 2024 wurde Martins brasilianische Meisterin im Hochsprung.